# Андон Никопит
Андон Никопит е български учител и революционер, участник във Велчовата завера от 1835 година в Търново.

## Биография
За личността на Андон Никопит се знае малко. Известно е, че е роден в Македония. Според Иван Радев, съдейки по годините на останалите съзаклятници от Велчовата завера, „трябва да предположим, че и Андон Никопит е роден поне в края на ХVIII в.“ Още като съвсем млад се преселва в Търново, където получава добро гръцко образование в училището при църквата „Света Богородица“. След провала на Велчовата завера е арестуван на 4 срещу 5 април 1835 година в Плаковския манастир заедно с Георги Мамарчев и хаджи Сергий Плаковски. Никопит е представен като слуга на Мамарчев и двамата са изпратени в Цариград, където като руски поданик Мамарчев е заточен в Кония. След застъпничеството на цариградския патриарх е освободен, учителства в гръцко училище в Цариград и до 1857 година се занимава с преводаческа дейност. След това учителства в Котел, Шумен и Горна Оряховица. Най-вероятно умира в Котел.
Вероятно на Андон Никопит е книгата „Свещен православен катехизис от Вернардаки", превод от гръцки, която Стефан П. Газиев издава през 1875 г. в Цариград. Антон Попстоилов отбелязва неговия превод на „Учение за децата“ и, позовавайки се на С. Роберт, говори за негова „Гръцко-българска граматика“ (вероятно идентична с „Детска енциклопедия. Преведе от гречески по болгарски Антоний Никопит“, 1850 година). За тази граматика говори и Петко Славейков в статията си „Андончо даскала“: „Зная само, че той е помагал и оправял гръцко-славенската граматика на Ивана Охридчанина“. Подготвя заедно с Анастас Гранитски „Буквар за малките деца“, издаден Цариград в 1849 година, от който не са запазени екземпляри.